# Ariamnes huinakolu
Ariamnes huinakolu es una especie de arácnido del orden de la arañas (Araneae) y de la familia Theridiidae. Originaria de Kauai en Hawái.

## Etimología
Proviene de la palabra hawaiana "huinakolu" que significa triángulo, y hace referencia a la forma triangular casi equilátero del abdomen de A. huinakolu

## Diagnosis
A. huinakolu es fácil reconocer de otras especies por su bastante alto y corto abdomen.